# Via auricular

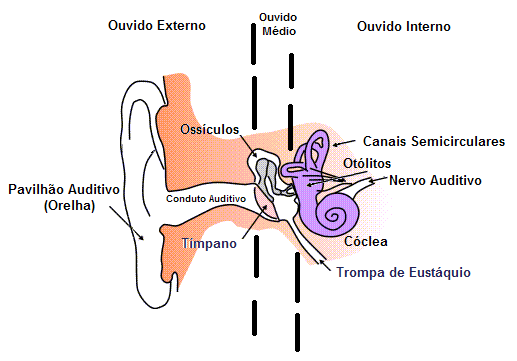

Via auricular é uma via de administração caracterizada pela aplicação dentro do ouvido, na região condutiva.